# Musée mémorial de l'astronautique
Le musée de l'astronautique (en russe Музей космонавтики) est un musée consacré à l'exploration spatiale  et plus particulièrement au programme spatial soviétique et russe situé à Moscou en Russie. Le musée, qui a ouvert en 1981, est installé dans le socle du monument des Conquérants de l'Espace. 

## Historique

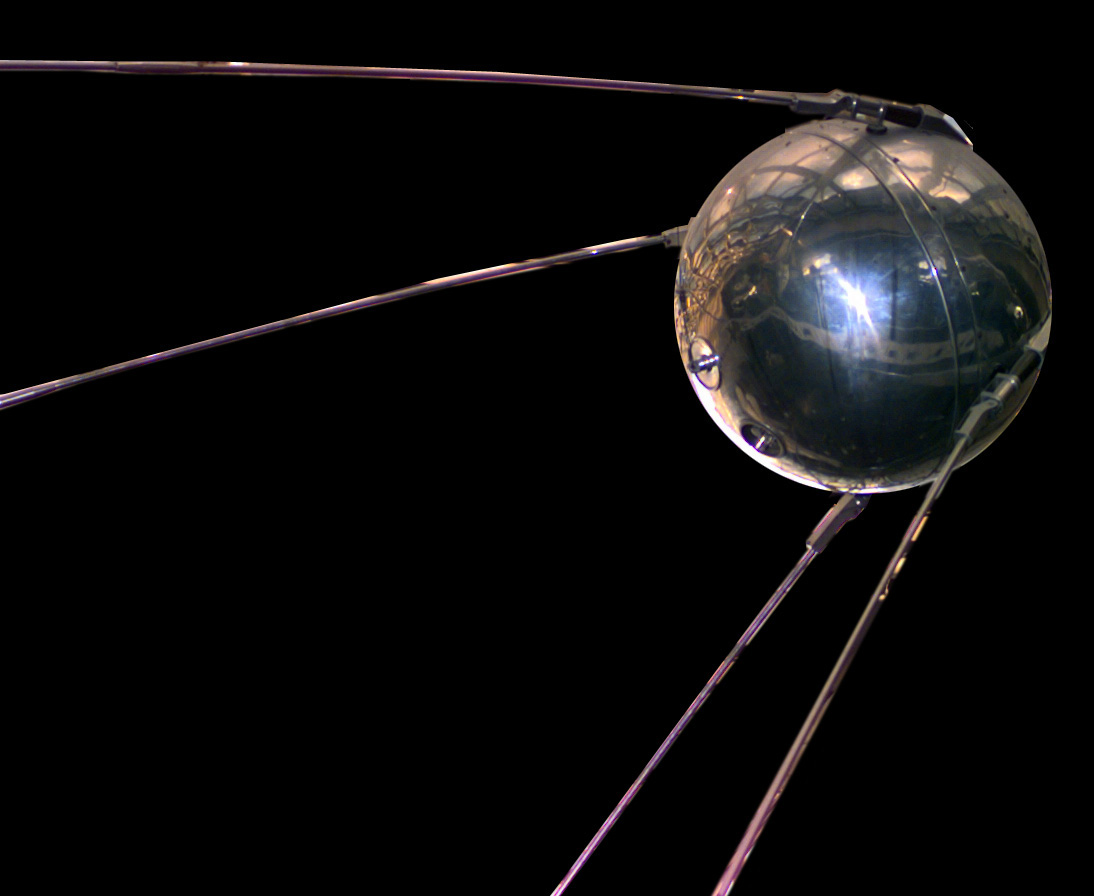
Réplique de Spoutnik 1, le premier satellite artificiel à rejoindre l'espace,

Le monument des Conquérants de l'Espace, sculpture géante célébrant les prouesses de l'Union soviétique dans le domaine spatial, est inauguré en 1964 dans le nord-est de Moscou près de l'avenue Mira, à 20 minutes à pied du centre-ville. Cette partie de Moscou comporte une forte concentration de lieux liés à l'émergence du programme spatial soviétique dans les années 1960. Le 10 avril 1981, pour le 20e anniversaire du premier vol d'un homme dans l'espace, un musée consacré au programme spatial soviétique est inauguré dans un emplacement qui avait été réservé dans le socle du monument dès sa conception. Le musée ferme en 2006 pour être rénové. Il rouvre ses portes en 2009 avec une surface d'exposition quadruplée. L'exposition permanente comprend de nouvelles sections consacrées aux programmes spatiaux des États-Unis, de l'Europe et de la Chine ainsi qu'à la Station spatiale internationale. Le musée comporte désormais des présentations interactives.

## Collections
Le musée expose et conserve dans ses réserves près de 93 000 objets : morceaux de lanceur et de technologie spatiale, reliques réelles, timbres et médailles, collections de peintures et de dessins. La maison, dans laquelle vécut Sergueï Korolev, le fondateur du programme spatial soviétique, et qui est située à quelques pâtés de maisons, est également gérée par le musée. Le musée comprend un cinéma, une salle de conférence huit halls d'exposition : 
- Hall de présentation
- L'aube de l'ère spatiale
- Les fondateurs
- La maison spatiale en orbite (programme spatial habité moderne)
- Exploration de la Lune et des planètes du système solaire
- L'espace et l'humanité
- Le parc spatial international
- L'histoire et la culture de l'ère spatiale

### Galerie

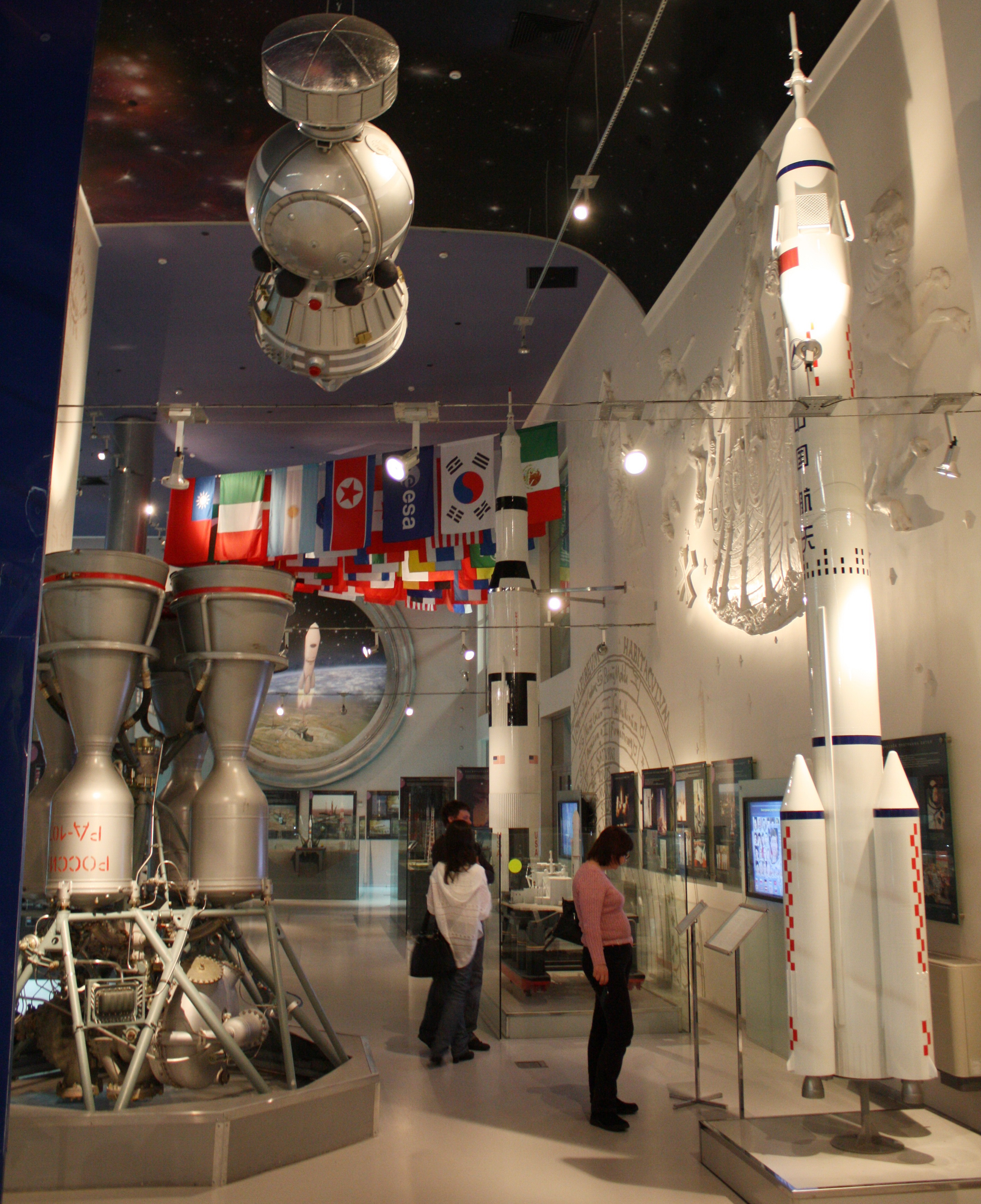
Un des halls de l'exposition permanente.
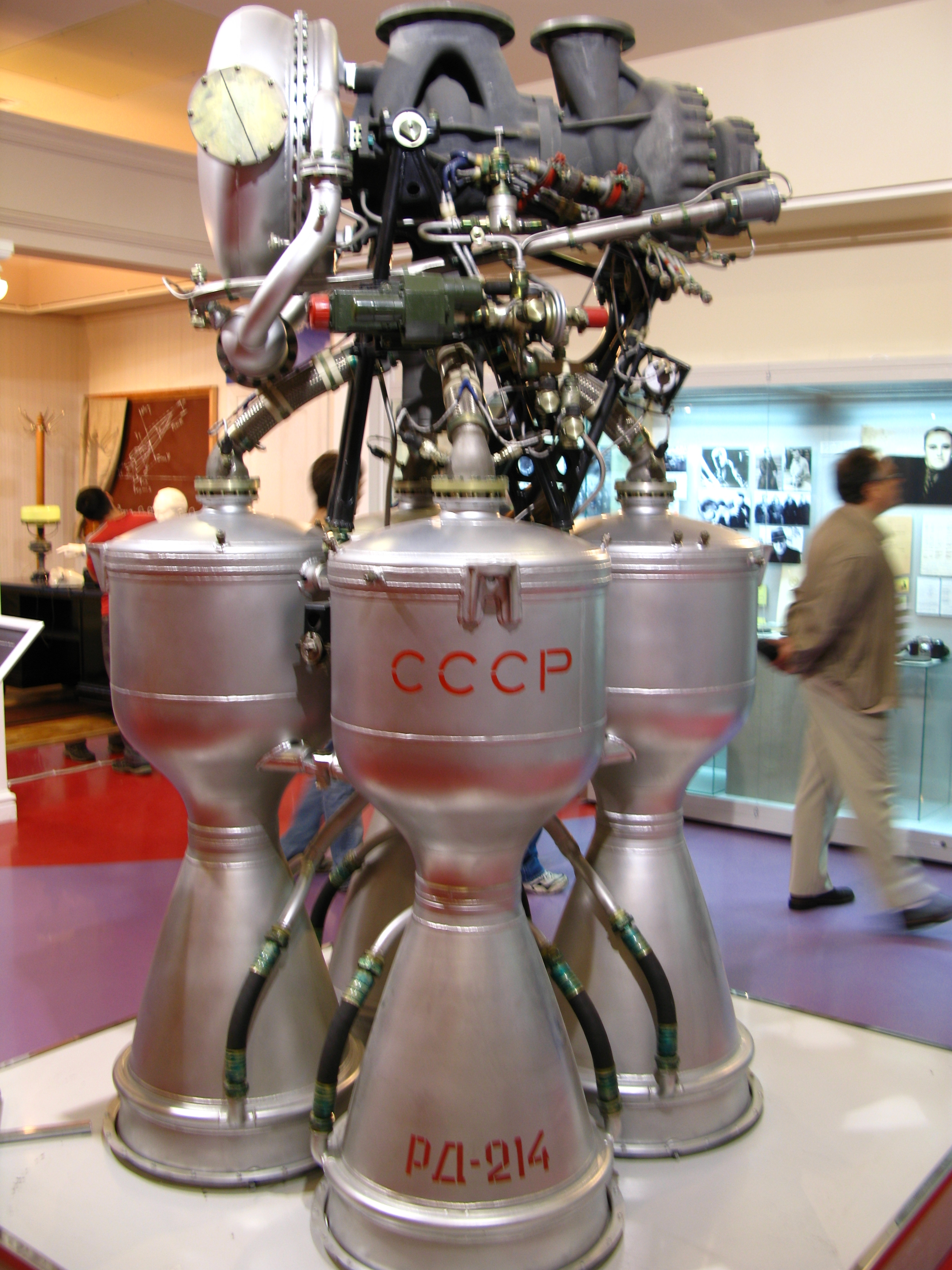
Moteur-fusée RD-214.
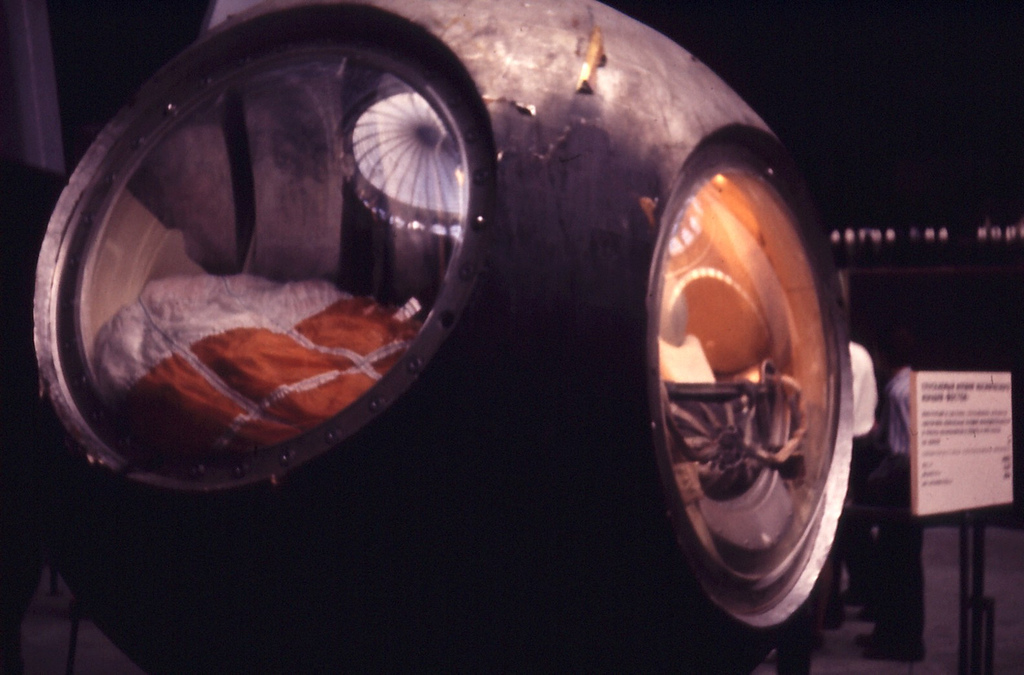
Vaisseau Vostok utilisé par Youri Gagarine.
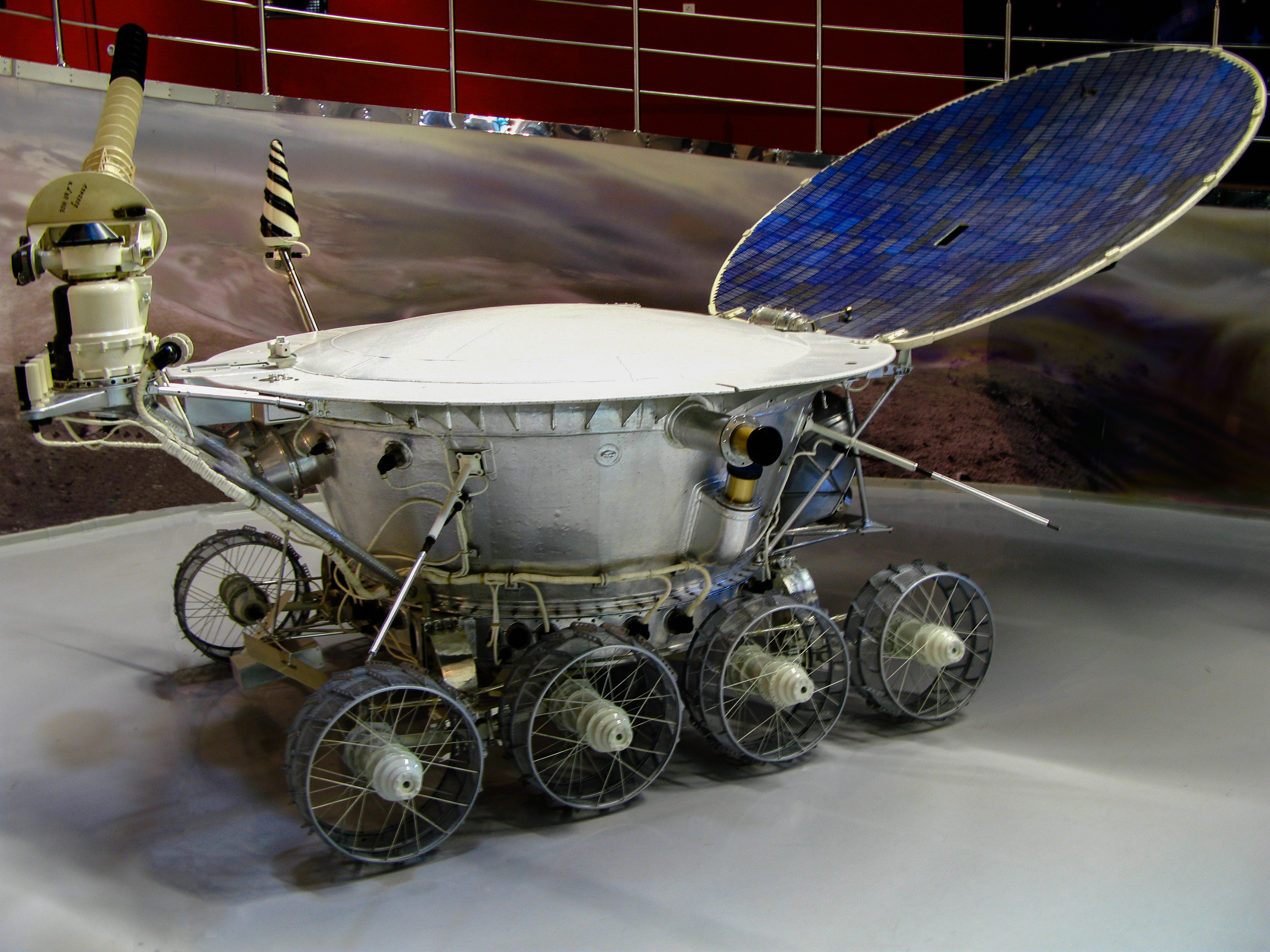
Rover lunaire Lunokhod
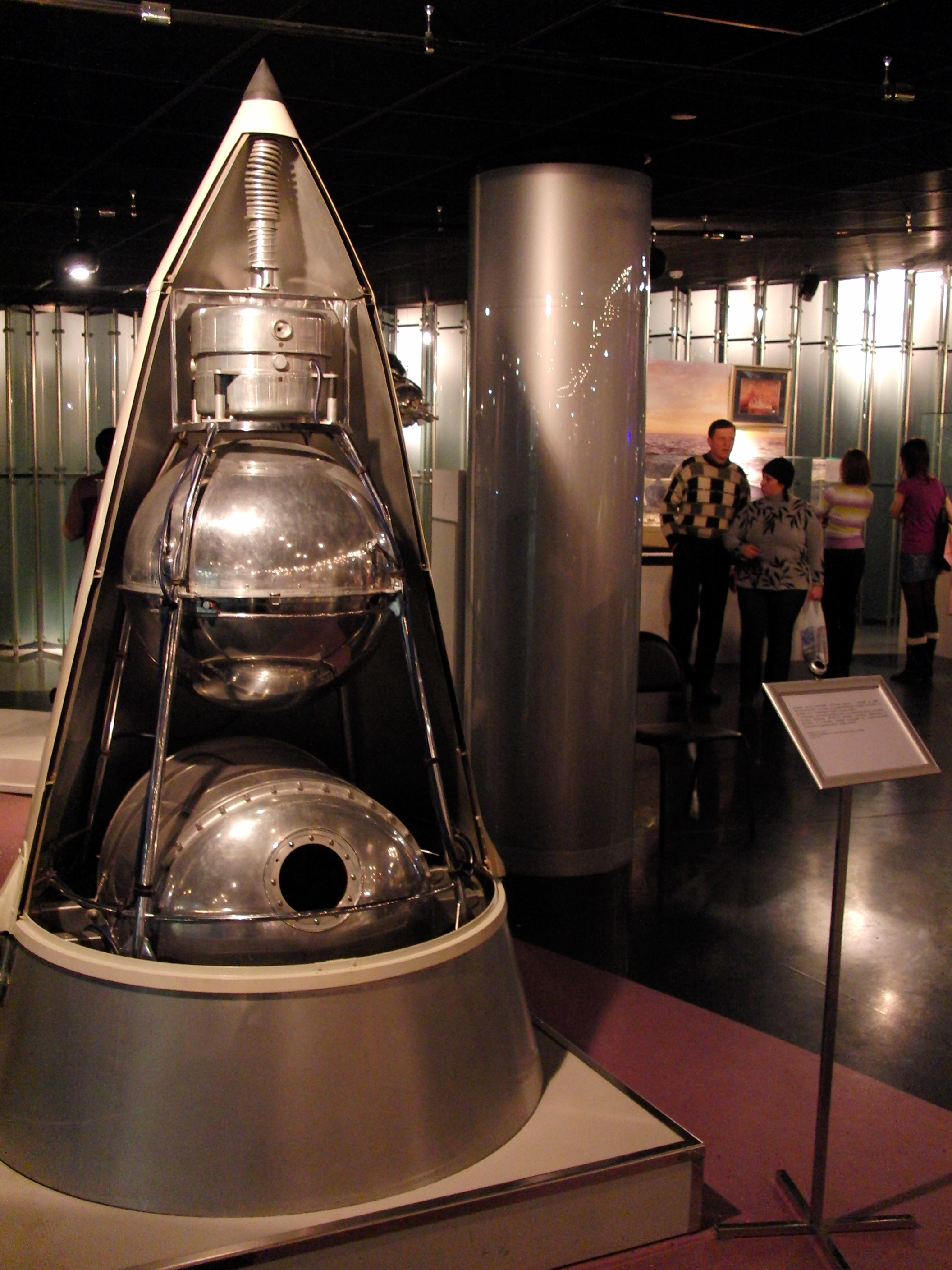
Modèle de Spoutnik 2
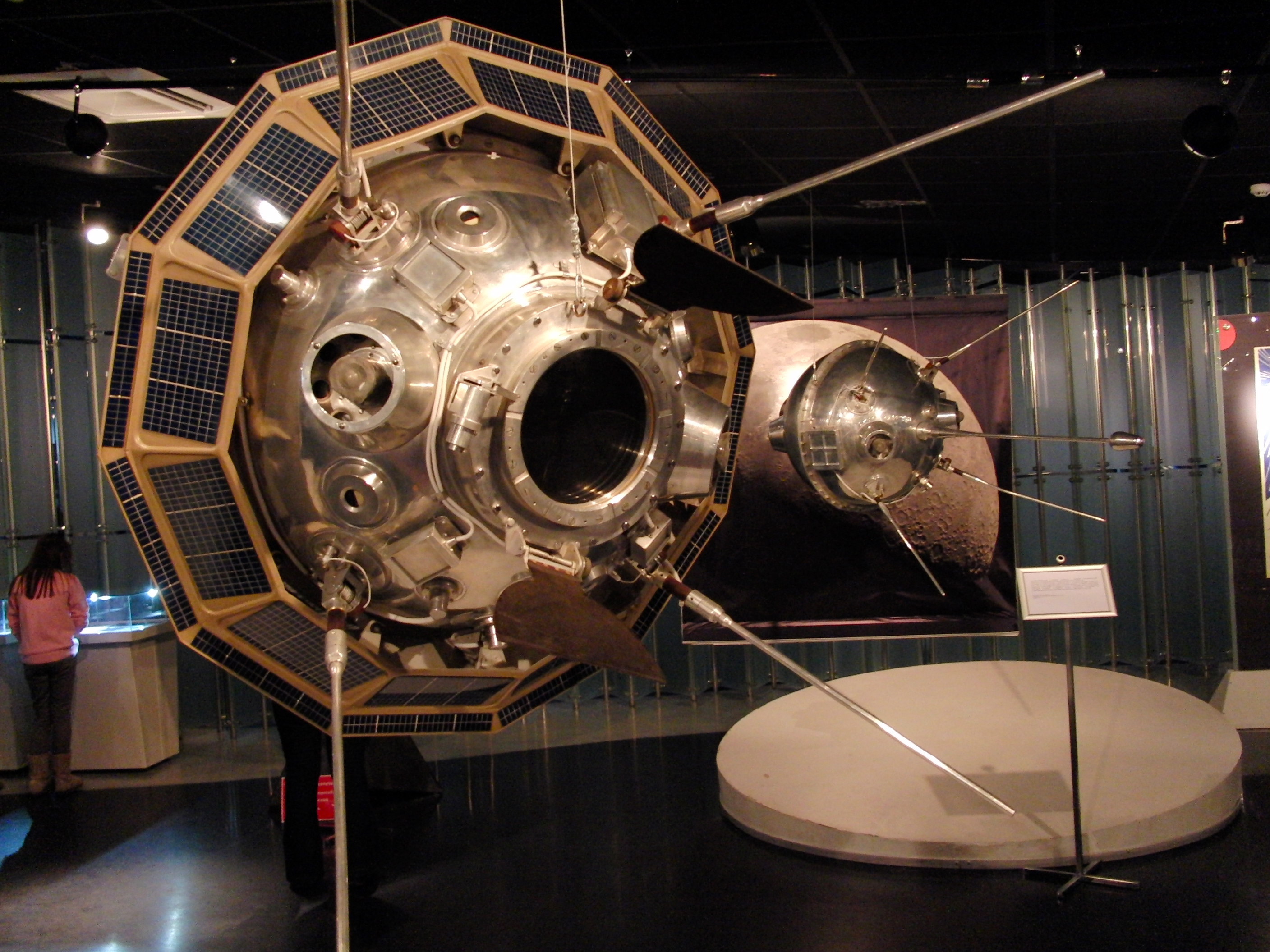
Maquette de Luna 3